# The Sims 2: Czas wolny
The Sims 2: Czas wolny (ang. The Sims 2: Free Time) – siódmy dodatek do gry komputerowej The Sims 2. Jak nazwa wskazuje, zmiany wprowadzone w tym dodatku skupiają się na wolnym czasie, w związku z tym Simowie będą mogli poświęcić swój czas np. na swoje hobby. Wraz z rozwojem nowych umiejętności, Simowie będą mogli nabywać specjalne nagrody. Do tego, jak zwykle, wprowadzono nowe elementy ubrań, meble i kilka innych nowości.

## Zajęcia
Dodatek Czas wolny dodaje 7 nowych zajęć, które możemy rozwijać. Gdy rozwiniemy odpowiedni poziom danej umiejętności, dostajemy kartę członkowską do danego klubu zainteresowań.
- Lepienie garnków – Simowie mogą lepić garnki rozwijając przy tym nową umiejętność. Początkujący Sim który nie opanował jeszcze tej umiejętności zabierając się za tę sztukę może ulepić koślawy garnek, jednak gdy opanuje tę umiejętność, może sprzedawać swoje dzieła.
- Gra na skrzypcach – do dostępnych do tej pory instrumentów dołączają skrzypce. Gra na nich to nowy typ umiejętności.
- Szycie – postać może nauczyć się szyć ubrania, ale też kołdry, zasłony i pluszowe zabawki.
- Sport – na swojej parceli można wybudować boisko do piłki nożnej, koszykówki oraz futbolu amerykańskiego.
- Balet – młodzi Simowie mogą uczęszczać na lekcje baletu w szkółce baletowej.
- Odnawianie samochodów – Sim może się nauczyć ulepszania samochodów i odrestaurowywania tych, które trafiły na złomowisko.
- Majsterkowanie – rozszerzenie umożliwia majsterkowanie przy różnych sprzętach.

## Nowe kariery
- Rozrywka – Sim może zostać gwiazdą estrady.
- Taniec – postać ma szansę zostać baletmistrzem.
- Architekt – praca, w której Sim projektuje budynki i zagospodarowuje terenem.
- Wywiad – można zostać szpiegiem i pod koniec kariery awansować na szefa wywiadu SimCity.
- Oceanografia – Sim zajmuje się oceanografią.

## Aspiracja drugorzędna
Simowie mogą za zgromadzone punkty aspiracji kupić drugą aspirację, lub korzyści z aspiracji.

### Korzyści z aspiracji
- Popularność – można wykorzystać cechę „dobrych przyjaciół”
- Romans – interakcja „gładka gadka” pozwala na nawiązanie wspólnego języka z każdym Simem.
- Bogactwo – można wykorzystać funkcje „doradcy finansowego” aby zarabiać więcej pieniędzy.
- Wiedza – Sim może bezpośrednio skontaktować się z obcymi wybierając interakcję „wezwij kosmitów”.
- Przyjemność – dzięki znajomości „piosenki żulerki” Sim może wypić za dwoje i bawić się do upadłego.
- Rodzina – jeśli Sim lubi wychowywać dzieci, interakcja „superpłodność” zwiększy szanse na pojawienie się bliźniąt.
- Kariera – jeśli szef zwolni Sima z pracy, to w ciągu 24 godzin można go udobruchać stosując interakcję „błagaj o pracę”
- Motywacje – dzięki nim Simowie mogą dłużej zajmować się swoimi czynnościami, a nie uzupełnianiem innych potrzeb, tak jak zabawa i towarzystwo (nie dotyczy wystroju)